# Canadian International
Die Canadian International sind offene internationale Meisterschaften von Kanada im Badminton. Sie finden seit 2008 statt. 2008 und 2009 trugen die Meisterschaften den kompletten Namen KLRC Atwater Canadian International statt. Die Titelkämpfe sind nicht zu verwechseln mit den höherrangigen Canada Open.
Das Turnier hat den Status einer International Challenge der Badminton World Federation. Dadurch werden beim Turnier auch Punkte für die Badminton-Weltrangliste vergeben. 2010 betrug das Preisgeld 35.000 Kanadische Dollar, 2011 15.000 Kanadische Dollar.

## Die Sieger
| Saison    | Herreneinzel      | Dameneinzel          | Herrendoppel                            | Damendoppel                        | Mixed                           |
| --------- | ----------------- | -------------------- | --------------------------------------- | ---------------------------------- | ------------------------------- |
| 2008      | Shoji Sato        | Yi Tai               | Keishi Kawaguchi Naoki Kawamae          | Reika Kakiiwa Mizuki Fujii         | Chen Hung-ling Chou Chia-chi    |
| 2009      | Rajiv Ouseph      | Nozomi Kametani      | Shoji Sato Naoki Kawamae                | Aki Akao Yasuyo Imabeppu           | Kevin Cao Melody Liang          |
| 2010      | Kęstutis Navickas | Hitomi Oka           | Ruud Bosch Koen Ridder                  | Nicole Grether Charmaine Reid      | Toby Ng Grace Gao               |
| 2011      | Carl Baxter       | Michelle Li          | Derrick Ng Adrian Liu                   | Alexandra Bruce Michelle Li        | Toby Ng Grace Gao               |
| 2012      | nicht ausgetragen | nicht ausgetragen    | nicht ausgetragen                       | nicht ausgetragen                  | nicht ausgetragen               |
| 2013      | Eric Pang         | Michelle Li          | Hsu Jui-ting Tien Jen-chieh             | Eva Lee Paula Obanana              | Nathan Robertson Jenny Wallwork |
| 2014 2021 | nicht ausgetragen | nicht ausgetragen    | nicht ausgetragen                       | nicht ausgetragen                  | nicht ausgetragen               |
| 2022      | Takuma Obayashi   | Michelle Li          | Rasmus Kjær Frederik Søgaard            | Annie Xu Kerry Xu                  | Mathias Thyrri Amalie Magelund  |
| 2023      | Brian Yang        | Wen Yu Zhang         | Arif Abdul Latif Jonathan Bing Tsan Lai | Jacqueline Cheung Rachel Honderich | Rian Agung Saputro Serena Kani  |
| 2024      | Brian Yang        | Juliana Viana Vieira | Chen Zhi-yi Presley Smith               | Lin Wan-ching Liu Chiao-yun        | Fabrício Farias Jaqueline Lima  |